# Реликтово излъчване
Реликтовото излъчване е електромагнитно лъчение, идващо от всички посоки на небесната сфера, със спектър на абсолютно черно тяло с температура ~2,725 К (наричано и космическо свръхвисокочестотно фоново излъчване). Това лъчение ни дава информация за състоянието на младата Вселена, а самото му съществуване се счита за доказателство на теорията за Големия взрив.
За пръв път е предсказано от космолога Георги (Джордж) Гамов през 1948 г. По-късно, през 1964 г., Дороцкевич и Новиков доказват, че то трябва да има спектър на абсолютно черно тяло с максимум на излъчването в микровълновия диапазон на електромагнитния спектър. В крайна сметка е открито през 1965 г. от Арно Пензиас и Робърт Уилсън, за което всеки от тях получава 1/4 от Нобеловата награда за физика през 1978 г. 
Терминът реликтово излъчване, който обикновено се използва и в рускоезичната литература, е въведено в употреба от съветския астрофизик Йосиф Шкловски.
Рентгеновата съставляваща на реликтовото излъчване се обяснява с обратен ефект на Комптън (ефект на Сюнеяв-Зелдович)